# Otis Orchards-East Farms
Otis Orchards-East Farms – jednostka osadnicza w Stanach Zjednoczonych, w stanie Waszyngton, w hrabstwie Spokane.